# Palazzo dell'Anagrafe

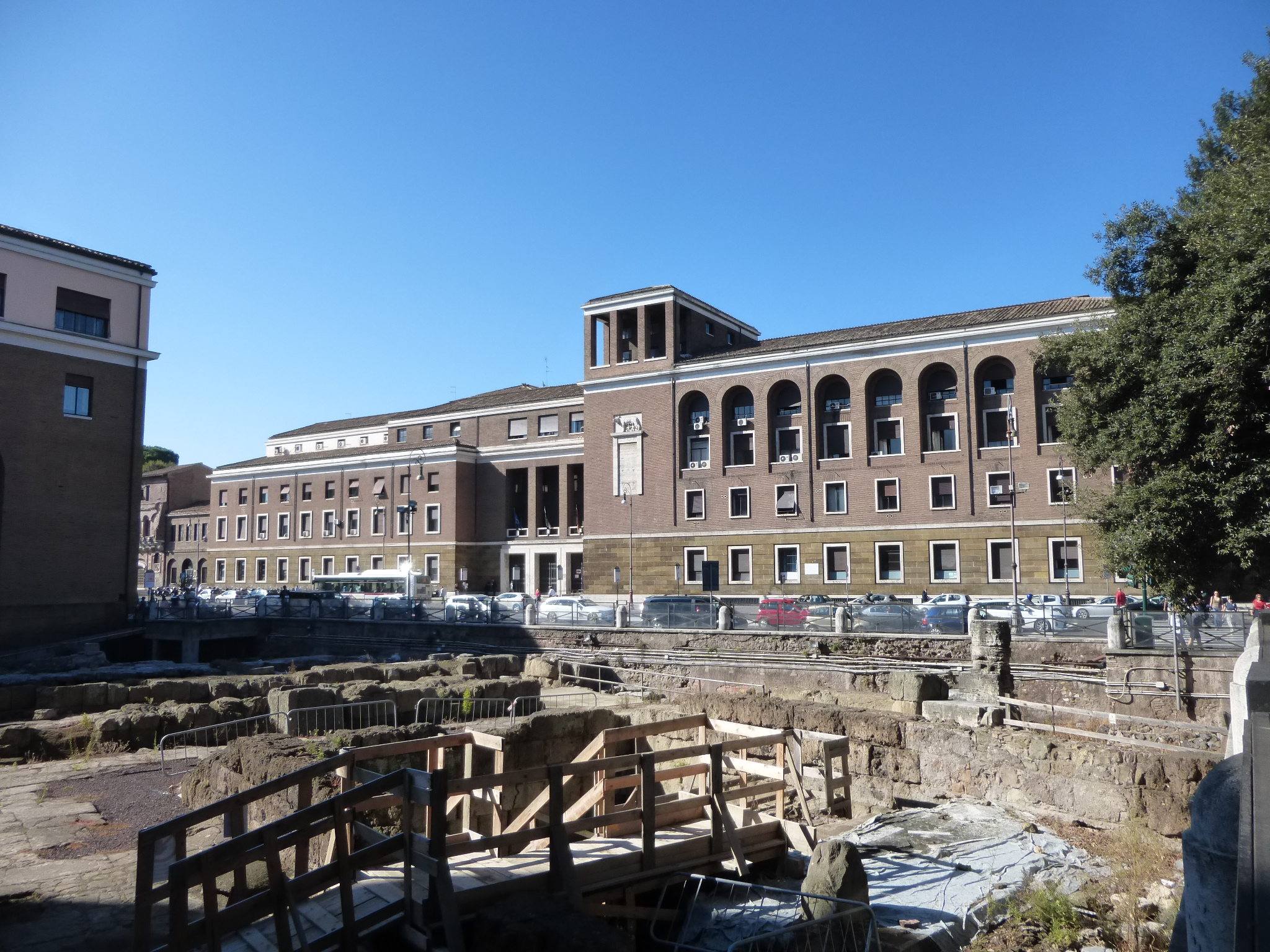
Vista do palácio de frente para a Via Luigi Petroselli a partir da Área sacra de Sant'Omobono.

Palazzo dell'Anagrafe é um imponente edifício localizado na Via Luigi Petroselli, no rione Ripa. Projetado por Cesare Valle no local onde ficava o antigo Ospizio de Santa Galla e a igreja de Santa Galla Antiqua. Seu nome significa "escritório de registro" ou "cartório". A inscrição celebrando o final das obras ainda traz o nome do ditador Benito Mussolini com título de duce. Além dele, é mencionado também Piero Colonna, um membro da nobre família romana dos Colonna, muito ligada à Santa Sé, que foi governador de Roma entre 1936 e 1939.